# Czołg lekki

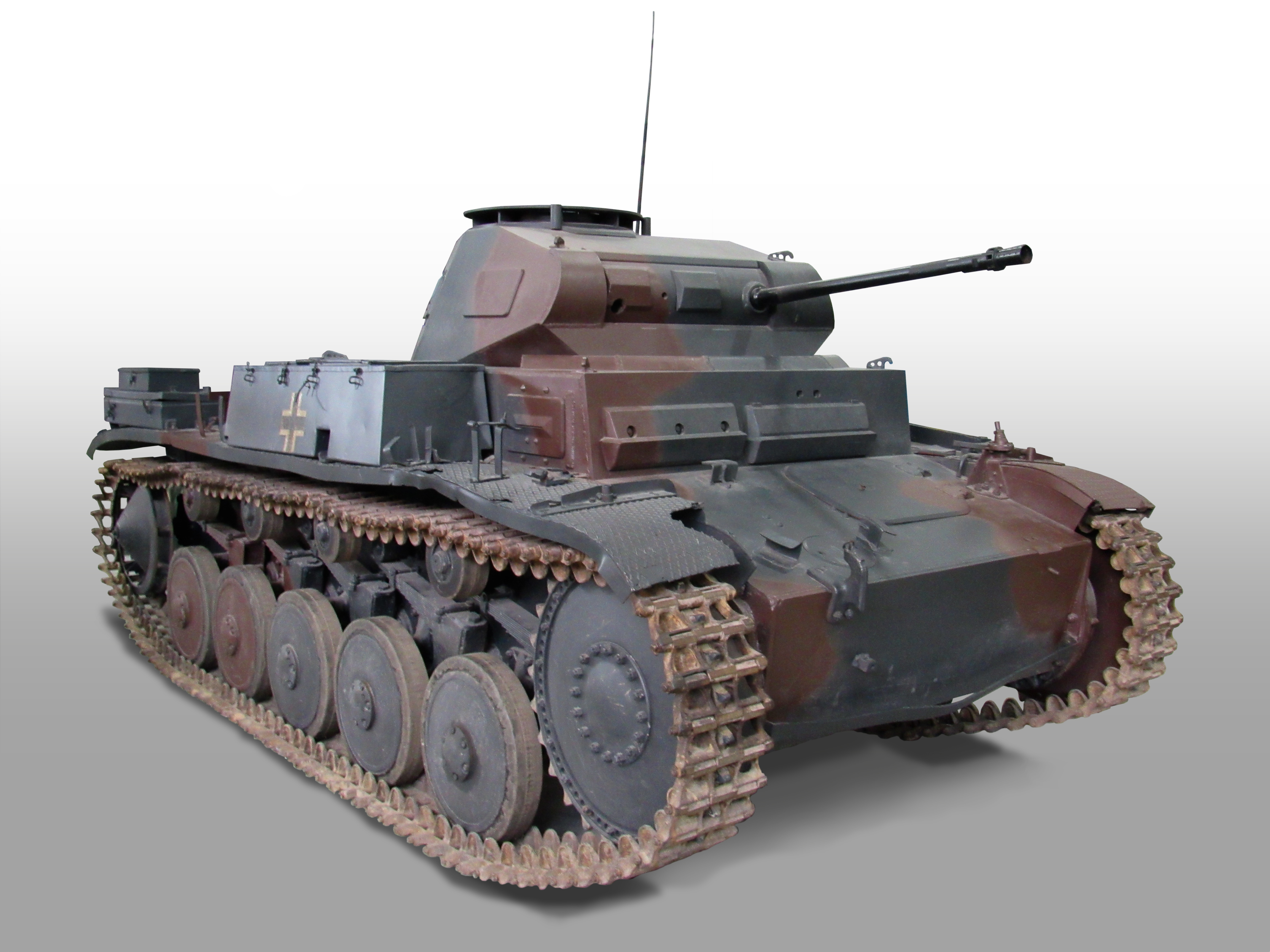
Czołg lekki PzKpfw II

Czołg lekki – jeden z rodzajów czołgu o masie od 5 do 20 ton oraz zwykle słabym uzbrojeniu i opancerzeniu.
W uproszczeniu, jako czołgi lekkie określano czołgi o mniejszej masie, słabszym opancerzeniu i zazwyczaj mniejszego kalibru uzbrojeniu od większych czołgów, klasyfikowanych jako średnie i ciężkie, a później jako podstawowe. 

## Historia
Czołg lekki wyróżniany był w najbardziej rozpowszechnionej historycznej klasyfikacji czołgów w zależności od ich masy, jako gąsienicowy wóz bojowy lżejszy od czołgów średnich i ciężkich. Podstawowym wyznacznikiem tej kategorii była masa, od kilku do około 11-15 ton, rzadziej zdarzały się konstrukcje cięższe – do ponad 20 ton (począwszy od końcowego okresu II wojny światowej). Czołgi lekkie do końca II wojny światowej z reguły uzbrojone były w armaty małego kalibru, od 20 mm do 45 mm, typowo 37 mm, oraz karabiny maszynowe albo tylko karabiny maszynowe. Od końcowego okresu II wojny światowej, uzbrajane są w armaty kalibru 75 mm lub większego, o zredukowanych jednak parametrach w stosunku do armat przenoszonych przez cięższe pojazdy.

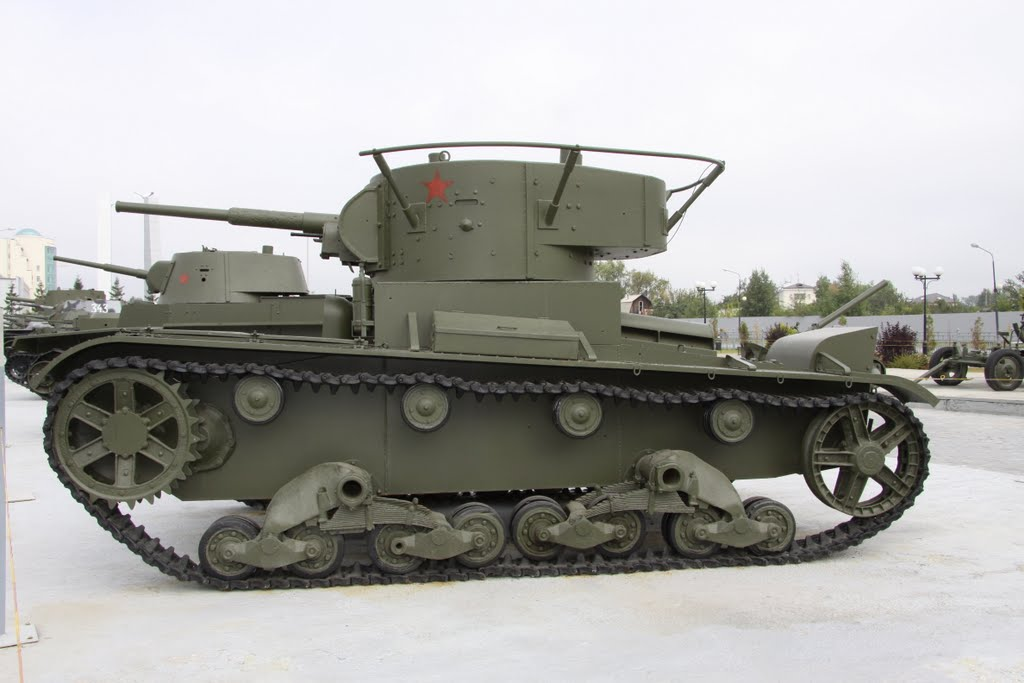
Czołg lekki (T-26) z okresu międzywojennego

Pierwsze czołgi lekkie pojawiły się równolegle z czołgami ciężkimi (nieklasyfikowanymi jednak wówczas jako takie) już pod koniec I wojny światowej – największy sukces z nich odniósł francuski Renault FT-17, którego konstrukcja stała się klasyczna dla czołgów w ogólności. W okresie międzywojennym pojawiła się wyróżniana osobno kategoria małych bezwieżowych czołgów lekkich, nazywana potocznie tankietkami, używanych głównie do szkolenia wojsk pancernych z uwagi na niski koszt. Koncepcje użycia czołgów w tym okresie dopiero się krystalizowały i aż do II wojny światowej czołgi lekkie były traktowane w większości armii jako podstawowy rodzaj czołgu, któremu jedynie ewentualnie dla wsparcia miały towarzyszyć czołgi średnie i ciężkie. Czołgi lekkie w tym okresie projektowane były także dla wyspecjalizowanych zadań, jak czołgi wsparcia piechoty, wsparcia kawalerii, czołgi szybkie lub rozpoznawcze czołgi pływające. Dopiero podczas II wojny światowej okazało się, że czołgi lekkie są za słabo uzbrojone i opancerzone, jak na potrzeby pola walki. Dominującą rolę na polu walki objęły czołgi średnie, które stały się podstawowym rodzajem czołgu, oraz czołgi ciężkie, a czołgi lekkie zaczęto przeznaczać jedynie do celów prowadzenia rozpoznania, do których nadawały się z uwagi na mniejsze rozmiary i większą manewrowość.

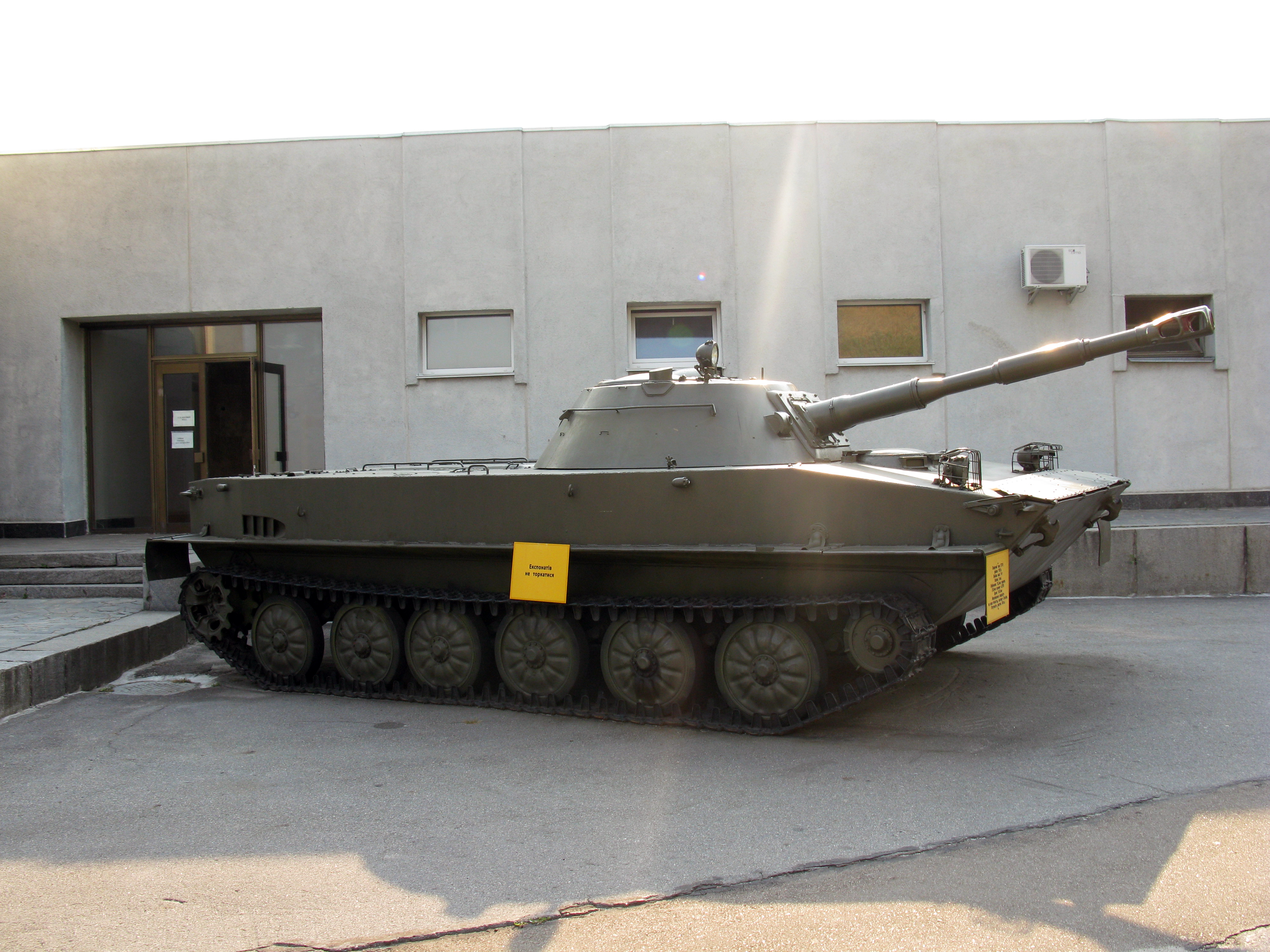
Czołg lekki (PT-76) z okresu powojennego

Po II wojnie światowej, gdy czołgi średnie i w dużej mierze ciężkie zostały zastąpione przez czołgi podstawowe, rola czołgów lekkich w dalszym stopniu zmalała. Produkowano nieliczne konstrukcje, przeznaczone głównie do specjalistycznych zadań (desantowych i rozpoznawczych). Bywały one też eksportowane do państw tzw. trzeciego świata, mających mniejsze potrzeby w zakresie posiadania silnych wojsk pancernych. Jedynymi liczniejszymi i bardziej rozpowszechnionymi na świecie konstrukcjami stał się radziecki pływający PT-76, francuski AMX-13 i amerykański M41 Walker Bulldog. Obecnie czołgi lekkie są już rzadko używane ze względu na potrzeby współczesnego pola walki, gdyż ich rolę spełniają zarówno kołowe jak i gąsienicowe pojazdy rozpoznawcze, lepiej nadające się do tego celu.
Obecnie nazwa „czołg lekki” niekiedy jest używana dla określenia gąsienicowych wozów wsparcia ogniowego, budowanych zazwyczaj na podwoziach zunifikowanych z bojowymi wozami piechoty, uzbrojonych w wielkokalibrowe armaty (kalibru powyżej 100 mm). Pojazdy takie, w istocie podobne do czołgów lekkich, zazwyczaj są klasyfikowane oficjalnie jako bojowe wozy wsparcia, opancerzone systemy artyleryjskie, wozy wsparcia bezpośredniego (w odróżnieniu od kołowych wozów wsparcia ogniowego) lub w inny podobny sposób. Nie służą jednak do wykonywania samodzielnych zadań, a zazwyczaj do wspierania artyleryjskiego piechoty zmechanizowanej, w tym w sprzyjających warunkach do niszczenia czołgów. W porównaniu z czołgami podstawowymi mają znacznie słabsze opancerzenie i armaty o zazwyczaj mniejszych możliwościach przeciwpancernych, co mogą częściowo kompensować manewrowością i świadomością sytuacyjną.
Przykłady:
- 7TP (Polska)
- PzKpfw II (Niemcy)
- PT-76 (ZSRR)
- M3/M5 Stuart (Stany Zjednoczone)
- AMX-13 (Francja)

Do obecnie używanych czołgów lekkich należą:
- Stingray
- Close Combat Vehicle-Light